# میکووکا
میکووکا (به لاتین: Mikówka) یک روستا در لهستان است که در گمینا بیاووبژگی (استان ماسوویان) واقع شده‌است. میکووکا ۱۴۰ نفر جمعیت دارد.